# Petalium yuccae
Petalium yuccae là một loài bọ cánh cứng thuộc họ Ptinidae.